# Il Tiberio
Il Tiberio és una revista manuscrita catalana, i lògicament d'exemplars únics, que sortí entre 1896 i 1898. Concebuda com una manera de mantenir informat el pintor Pere Ysern i Alié mentre estava ampliant estudis a Roma, hi col·laboraren diversos companys seus, alumnes de l'acadèmia Borrell i assidus de la taverna barcelonina d'El Rovell de l'Ou. La revista fou gresol d'alguns postmodernistes com Ramon Riera Moliné — ànima de la revista —, Marià Pidelaserra — que hi feia la crítica d'art — i Emili Fontbona. Malgrat el que sovint s'ha dit Xavier Nogués — amic i company de tots ells — no hi va participar. Tots ells, a més d'escriure-hi, hi dibuixaven. A part dels esmentats hi participaren Gaietà Cornet, Juli i Ramon Borrell i Joan Comellas. És un document extraordinari perquè aparegué amb gran constància, quinzenalment, durant gairebé dos anys. Ysern, temps després del seu retorn de Roma, la regalà a Ramon Riera; passà després per les col·leccions de Joan Audet i de Ramon Borràs, fins que la Biblioteca de Catalunya l'adquirí als hereus d'aquest darrer.